# Teorema di Wigner
Il teorema di Wigner è un teorema, formulato e dimostrato per la prima volta dal fisico-matematico ungherese Eugene Paul Wigner su Gruppentheorie und ihre Anwendung auf die Quantenmechanik der Atomspektrum (1931), che stabilisce che per ogni trasformazione di simmetria nello spazio di Hilbert esiste un operatore unitario, od antiunitario, unicamente determinato a meno di un fattore di fase.

## Introduzione
Gli invarianti giocano un ruolo molto importante nella fisica, essendo quelle quantità che, in qualsiasi sistema di riferimento le si osservi, restano invariate. Con l'avvento della fisica quantistica, crebbe anche la loro importanza, in particolare nella formulazione di una teoria dei campi quantistica e relativistica. In quest'ambito, uno degli strumenti più importanti nello studio degli invarianti è il teorema di Wigner, strumento di basilare importanza per tutto lo sviluppo della teoria quantistica.
In particolare, Wigner si interessò della determinazione delle proprietà delle trasformazioni che conservano la probabilità di transizione tra due stati quantistici differenti. Egli, infatti, posta {\displaystyle {\bar {\phi }}} la funzione d'onda per il secondo osservatore, laddove il primo osserva {\displaystyle \phi }, assume che l'uguaglianza
{\displaystyle |\langle \psi |\phi \rangle |=|\langle {\bar {\psi }}|{\bar {\phi }}\rangle |}
deve valere per tutte le funzioni {\displaystyle \psi }, {\displaystyle \phi }. Alla fine, non considerando le trasformazioni che implicano una inversione temporale, si trova che l'operatore {\displaystyle \operatorname {O} _{R}}, tale che {\displaystyle {\bar {\phi }}=O_{R}\phi }, deve essere unitario e quindi lineare. Si dimostrò successivamente che, considerando tutte le possibilità, l'operatore può anche essere antiunitario e quindi antilineare. Conseguenza di questo fatto è che entrambe le descrizioni dei due osservatori sono, dal punto di vista fisico, assolutamente equivalenti. In pratica, come detto, laddove il primo osserva {\displaystyle \phi }, il secondo osserverà {\displaystyle {\bar {\phi }}}, mentre l'operatore {\displaystyle \operatorname {H} } del primo sarà, per il secondo {\displaystyle \operatorname {O} _{R}\operatorname {H} {\operatorname {O} _{R}}^{-1}}.
Evidentemente tutto ciò coinvolge il concetto di trasformazione di simmetria, ovvero una trasformazione delle coordinate di un certo sistema fisico nelle coordinate in un altro sistema di riferimento. Pertanto nel corso di questo articolo si definiranno innanzitutto i raggi di vettori, e quindi si darà una definizione di trasformazione di simmetria ed infine un enunciato formale del teorema di Wigner.

## I raggi di vettori
Sia {\displaystyle {\mathcal {H}}} uno spazio di Hilbert complesso con vettori {\displaystyle \psi }, {\displaystyle \varphi },...  Il prodotto interno {\displaystyle \langle \psi |\varphi \rangle } di due vettori {\displaystyle \psi }, {\displaystyle \varphi } ha simmetria hermitiana, cioè
{\displaystyle \langle \psi |\varphi \rangle ={\overline {\langle \varphi |\psi \rangle }}}
Per raggio, o più precisamente raggio di vettori, si definisce l'insieme di tutti i vettori della forma {\displaystyle \tau |\psi _{0}\rangle }, dove {\displaystyle |\psi _{0}\rangle } è un vettore fissato in {\displaystyle {\mathcal {H}}} e {\displaystyle \tau } uno scalare di modulo 1. Se {\displaystyle |\psi _{0}\rangle } è un vettore unitario, anche il raggio {\displaystyle {\mathcal {R}}_{\psi _{0}}} si dirà unitario.
{\displaystyle {\mathcal {R}}_{\psi _{0}}=\{|\psi \rangle \;{\rm {t.c.}}\;|\psi \rangle =\tau |\psi _{0}\rangle ,\;|\tau |=1\}}
Poiché esiste una corrispondenza 1-a-1 tra gli stati quantistici ed i raggi di vettori, si parlerà di probabilità di transizione, o più genericamente di probabilità tra raggi in luogo di quella tra stati quantistici.
Prendendo, quindi, un qualsiasi raggio {\displaystyle {\mathcal {R}}_{\psi }}, un vettore {\displaystyle |\psi \rangle } ad esso appartenente sarà detto rappresentante del raggio {\displaystyle {\mathcal {R}}_{\psi }}. La probabilità di transizione da uno stato {\displaystyle {\mathcal {R}}_{\psi }} ad uno {\displaystyle {\mathcal {R}}_{\varphi }} equivale a {\displaystyle |\langle \psi |\varphi \rangle |^{2}}, dove {\displaystyle |\psi \rangle } e {\displaystyle |\varphi \rangle } sono rappresentanti rispettivamente di {\displaystyle {\mathcal {R}}_{\psi }} e {\displaystyle {\mathcal {R}}_{\varphi }}. Ciò suggerisce la seguente definizione per il prodotto tra due raggi:
{\displaystyle {\mathcal {R}}_{\psi }\cdot {\mathcal {R}}_{\varphi }=|\langle \psi |\varphi \rangle |,\qquad {\rm {con}}\;|\psi \rangle \in {\mathcal {R}}_{\psi },\,|\varphi \rangle \in {\mathcal {R}}_{\varphi }}
che è indipendente dalla scelta dei rappresentanti {\displaystyle |\psi \rangle } e {\displaystyle |\varphi \rangle }: un raggio {\displaystyle {\mathcal {R}}_{\psi }}, infatti, è unicamente determinato da uno dei suoi rappresentanti.
Inoltre, per norma del raggio si definisce:
{\displaystyle |{\mathcal {R}}_{\psi }|=({\mathcal {R}}_{\psi }\cdot {\mathcal {R}}_{\psi })^{\frac {1}{2}}=\||\psi \rangle \|}
mentre si definisce distanza tra raggi l'espressione:
{\displaystyle d({\mathcal {R}}_{\psi },{\mathcal {R}}_{\varphi })={\sqrt {2(1-{\mathcal {R}}_{\psi }\cdot {\mathcal {R}}_{\varphi })}}}

### Proprietà
- Il prodotto tra raggi {\displaystyle {\mathcal {R}}_{\psi }\cdot {\mathcal {R}}_{\varphi }} è continuo in entrambi i fattori rispetto alla metrica {\displaystyle d({\mathcal {R}}_{\psi },{\mathcal {R}}_{\varphi })}.
- Per scalari reali non-negativi {\displaystyle \rho }:

{\displaystyle {\mathcal {R}}_{\rho \psi }=\{\rho |\psi \rangle \},\;{\rm {con}}\;|\psi \rangle \in {\mathcal {R}}_{\psi }}
- In generale ogni raggio {\displaystyle {\mathcal {R}}_{\psi }} può essere espresso nella forma:

{\displaystyle {\mathcal {R}}_{\psi }=\rho {\mathcal {R}}_{e},\qquad {\rm {con}}\;|{\mathcal {R}}_{e}|=1,\;\rho \geqslant 0}
- {\displaystyle n+1} raggi {\displaystyle {\mathcal {R}}_{\psi _{1}},\ldots ,{\mathcal {R}}_{\psi _{n}},{\mathcal {R}}_{\psi _{n+1}}} sono indipendenti se i primi {\displaystyle n} raggi {\displaystyle {\mathcal {R}}_{\psi _{1}},\ldots ,{\mathcal {R}}_{\psi _{n}}} sono indipendenti e se esiste un raggio {\displaystyle {\mathcal {R}}_{\varphi }} che è ortogonale ai primi {\displaystyle n} e non ortogonale ad {\displaystyle {\mathcal {R}}_{\psi _{n+1}}}.

## Trasformazioni di simmetria
Utilizzando il concetto di raggio di vettori, per trasformazione di simmetria {\displaystyle T} si definirà una corrispondenza tra i raggi unitari {\displaystyle {\mathcal {R}}_{e_{1}}}, {\displaystyle {\mathcal {R}}_{e_{2}}}, ... dello spazio di Hilbert {\displaystyle {\mathcal {H}}} ed i raggi unitari {\displaystyle {\mathcal {R}}_{e'_{1}}}, {\displaystyle {\mathcal {R}}_{e'_{2}}}, ... dello spazio di Hilbert {\displaystyle {\mathcal {H}}'} tale che siano soddisfatte le seguenti proprietà:
- {\displaystyle T} è definita per ogni raggio unitario {\displaystyle {\mathcal {R}}_{e}} in {\displaystyle {\mathcal {H}}}, con {\displaystyle {\mathcal {R}}_{e'}=T{\mathcal {R}}_{e}} è un raggio unitario di {\displaystyle {\mathcal {H}}};
- {\displaystyle T} conserva la probabilità ovvero:

{\displaystyle |\langle e_{1}|e_{2}\rangle |^{2}=|\langle e'_{1}|e'_{2}\rangle |^{2}}
che nella notazione dei raggi può essere scritto più semplicemente come
{\displaystyle {\mathcal {R}}_{e'_{1}}\cdot {\mathcal {R}}_{e'_{2}}={\mathcal {R}}_{e_{1}}\cdot {\mathcal {R}}_{e_{2}}}

## Teorema di Wigner: enunciato
Per ogni trasformazione di simmetria {\displaystyle T:{\mathcal {R}}\rightarrow {\mathcal {R}}} tra raggi di uno spazio di Hilbert {\displaystyle {\mathcal {H}}} e tale da preservare la probabilità di transizione, si può definire un operatore {\displaystyle U} sullo spazio di Hilbert {\displaystyle {\mathcal {H}}} tale che, se {\displaystyle |\psi \rangle \in {\mathcal {R}}_{\psi }}, allora {\displaystyle U|\psi \rangle \in {\mathcal {R}}'_{\psi }}, con {\displaystyle {\mathcal {R}}_{\psi }} il raggio dello stato {\displaystyle |\psi \rangle }, {\displaystyle {\mathcal {R}}'_{\psi }=T{\mathcal {R}}_{\psi }} e con {\displaystyle U} unitario e lineare:
{\displaystyle \langle U\psi |U\varphi \rangle =\langle \psi |\varphi \rangle ,\qquad U|\alpha \psi +\beta \varphi \rangle =\alpha U|\psi \rangle +\beta U|\varphi \rangle }
oppure con {\displaystyle U} antiunitario ed antilineare:
{\displaystyle \langle U\psi |U\varphi \rangle =\langle \varphi |\psi \rangle ,\qquad U|\alpha \psi +\beta \varphi \rangle =\alpha ^{*}U|\psi \rangle +\beta ^{*}U|\varphi \rangle }
Inoltre {\displaystyle U} è unicamente determinato a meno di un fattore di fase.
Una delle implicazioni più importanti del teorema di Wigner è quindi che, dato un gruppo di simmetria {\displaystyle G}, le sue rappresentazioni saranno rappresentazioni proiettive, ovvero applicazioni che associano ad ogni elemento del gruppo un raggio di operatori unitari, inteso come un insieme di operatori unitari che differiscono uno con l'altro per un fattore di fase.